# جيمس ثاير
جيمس ثاير (بالإنجليزية: James Thayer)‏ (25 مايو 1949)؛ روائي أمريكي.